# Cap Matapan
|  | Per altres significats de Tènar, vegeu la pàgina de desambiguació. |

El cap Matapan (grec: Κάβο Ματαπάς, Kavo Matapàs), a l'antiguitat anomenat cap Tènar (en grec antic: Ταίναρον o Ταίναρος, llatí: Taenarum, Taenaron o Taenaros), és un cap que marca l'extrem meridional de la Grècia continental, i el segon d'Europa després de Tarifa. El nom de Matapan és probablement una forma alterada del grec Μέτωπον, Métopon, nom genèric referit a un cap o una punta.
L'extrem del cap es connecta amb la península del Taíget per un istme format per dues cales: la de Porto Quaglio (grec: Πόρτο Κάγιο, Porto Kaio) i la de Porto Marinari (grec: Πόρτο Μαρμάρι, Porto Marmari). Més al sud hi ha dues cales més: Vathy, més al nord, i Asómato, al sud; la part occidental és rocosa i sense ports.
A l'antiguitat, la península fou consagrada a Posidó, en honor del qual se celebraven les Tenàries, però més antigament havia estat dedicada a Hèlios. A l'extrem de la península hi havia un temple de Posidó, que es creu que fou construït pels aqueus abans de l'arribada dels doris, i on els periecs i hilotes feien els seus cultes. Va ser saquejat pels etolis al segle iii aC. Prop del santuari hi havia una cova on es deia que hi havia estat Hèracles. L'heroi epònim fou Tènar, fill de Zeus, de Posidó o d'Èlat, fill d'Icari, en funció de la tradició.

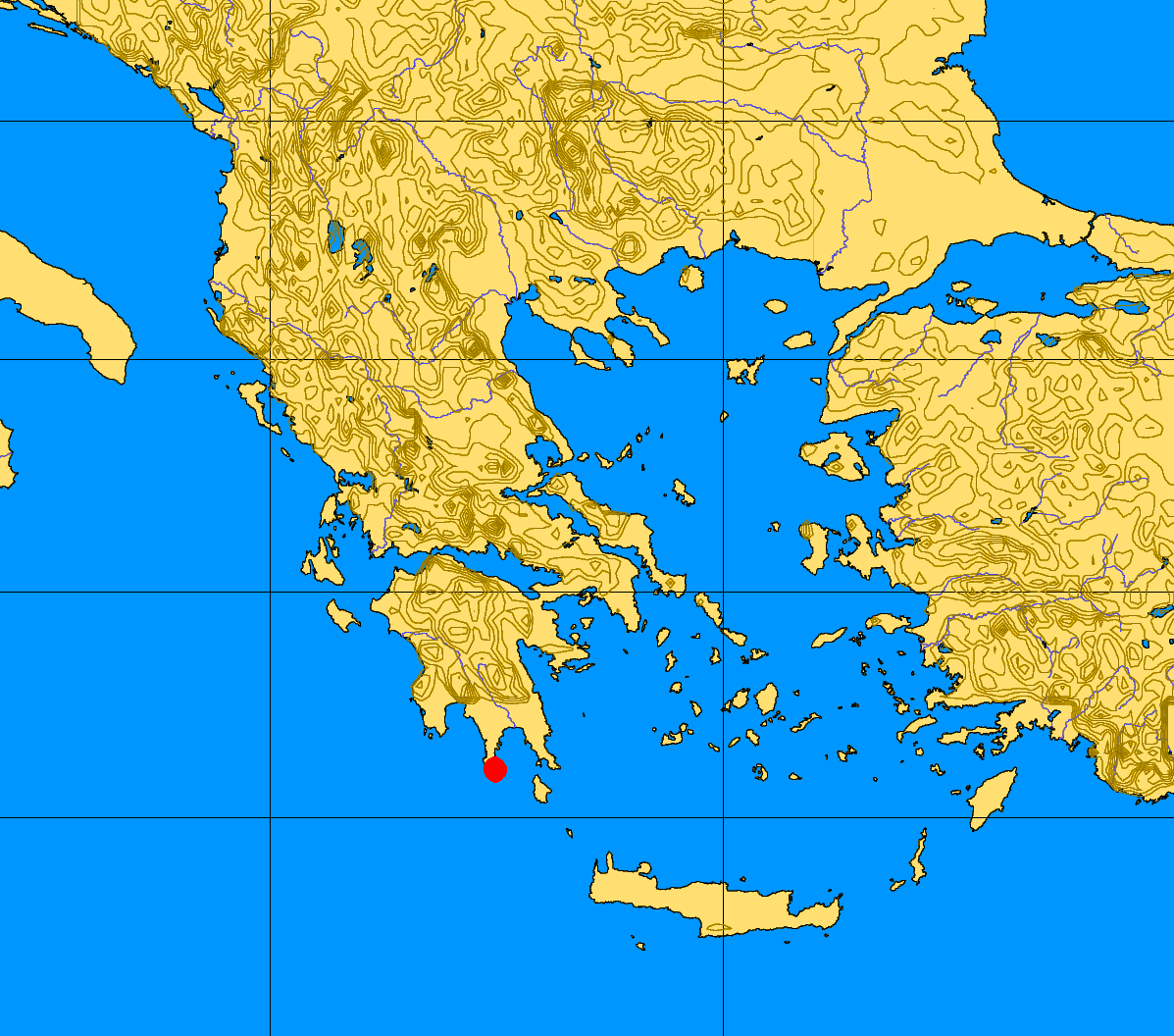
Situació del cap Matapan

Pausànias esmenta dos ports, també presents al Periple de Pseudo-Escílax: Psamatunt (Ψαμαθοῦς; Amatunt, segons Estrabó) i el Port d'Aquil·les (ὁ λιμὴν Ἀχίλλειος), que probablement corresponen a Porto Quaglio i Vathy. Les restes del temple de Posidó es poden veure encara a Asómato, a la part oriental del cap. També hi ha les restes d'una antiga església i una muralla hel·lènica. Al nord de l'istme (uns 7 km) hi havia la població de Tènar, anomenada després Cenèpolis, amb un temple dedicat a Demèter i un altre a Afrodita, aquest darrer prop de la mar. Una inscripció fa referència al fet que la ciutat fou membre de la confederació d'Eleutero-Lacònia, i en va ser la capital, sota el nom de Cenèpolis, fet del que ja va fer esment Pausànias. A la península hi havia pedreres de marbre; el marbre del Tènar era negre, però Sext Empíric diu que quan es trencava era blanc.
El 1717 tengué lloc la batalla de Matapan, en la qual es van enfrontar la República de Venècia i una coalició de regnes cristians contra l'Imperi Otomà.